# Gotland
|  | No s'ha de confondre amb Götaland. |

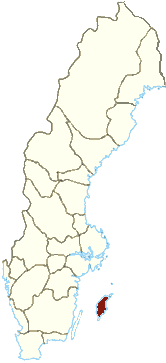
Localització de l'illa respecte a Suècia

Gotland és una illa sueca del mar Bàltic, situada a l'est de la península Escandinava i al nord de Polònia. Amb 2.994 km², és la major illa de Suècia i de tot el Bàltic. A més, és una província, comtat, municipi i diòcesi de Suècia.
L'illa forma part d'un altiplà de menys de 100 metres d'altitud. Les costes són retallades i formen penya-segats de 20 a 30 metres. La principal població de Gotland és Visby, una antiga ciutat hanseàtica fundada al segle x.
Juntament amb altres illes menors (Fårö, Karlsöärna i Gotska Sandön) constitueix la província sueca de nom homònim. La població hi és escassa (la densitat és inferior als 20 habitants per quilòmetre quadrat), i es dedica principalment a l'explotació forestal i a la pesca; hi destaca la ramaderia ovina i bovina.
Fou el bressol de l'antic gútnic, una llengua escandinava actualment extinta.
El 2016 fou militaritzada per defensar-se d'un possible atac rus.